# Masdevallia hubeinii
Masdevallia hubeinii är en orkidéart som beskrevs av Carlyle August Luer och Würstle. Masdevallia hubeinii ingår i släktet Masdevallia och familjen orkidéer.
Artens utbredningsområde är Colombia. Inga underarter finns listade i Catalogue of Life.